# Liberális Párt (Ausztrália)
A Liberális Párt (angolul: Liberal Party) jobbközép párt Ausztráliában, a balközép Ausztrál Munkáspárt mellett a másik fő politikai tömörülés. 1944-ben alapították az Egyesült Ausztrália Párt utódjaként.
A Liberális Párt az Ausztrál Nemzeti Párttal kötött koalíció nagyobbik tagja. Szövetségi szinten a Liberális Párt és elődei az 1920-as évek óta koalícióban állnak a Nemzeti Párttal. A párt vezetője Peter Dutton, az alelnök Sussan Ley. A koalíció legutóbb a 2013-as szövetségi választástól a 2022-es szövetségi választásig volt hatalmon. Ez idő alatt három kabinet, az Abbott (2013–2015), a Turnbull (2015–2018) és a Morrison (2018–2022) kormány alakulhatott meg. Miután a Liberális Párt elvesztette a 2022-es ausztrál szövetségi választást, Morrison bejelentette, hogy lemond a Liberális Párt éléről. Frydenberg helyettes vezető is elvesztette az ausztrál parlamenti mandátumát. Emiatt Peter Dutton magas rangú liberális képviselő, akit "utolsó emberként" jellemeztek a liberális párt vezetése között, volt a legvalószínűbb lehetséges jelölt, aki így követte Morrisont az elnöki pozícióban.
A Liberális Párt szövetségi felépítésű, mind a hat államban és az Ausztrál Fővárosi Területen (ACT) autonóm részlegekkel rendelkezik. Az Északi Terület "Country" Liberális Pártja (CLP) társult szervezetként működik. Mind a CLP, mind a Liberális Nemzeti Párt (LNP, Queensland) a helyi liberális és nemzeti pártok összeolvadásával jött létre. Állami és területi szinten a Liberális Párt két államban van hatalmon: Új-Dél-Walesben 2011 óta, Tasmániában pedig 2014 óta. A párt ellenzékben van Victoria, Queensland, Dél-Ausztrália és Nyugat-Ausztrália államokban, valamint az Északi területen, és az ausztrál fővárosi területen is.
A párt ideológiáját konzervatív, liberális konzervatív, konzervatív liberális, és klasszikus liberálisként sorolják be. A Liberális Párt hajlamos két ideológiát, a gazdasági liberalizmust (amely az ausztrál szóhasználatban a szabad piacokra és a kis kormányzati intervencióra utal) és a  szociálkonzervativizmust is előtérbe helyezni. A párt két korábbi vezetője, Sir Robert Menzies és John Howard Ausztrália két leghosszabb ideig hivatalban lévő miniszterelnökei voltak.

## Ideológiája
2022-től a Liberális Párt három frakcióból áll: egy mérsékelt szárnyból, egy jobbközép szárnyból és egy jobboldali szárnyból, Simon Birmingham, Scott Morrison és Peter Dutton vezetésével.

A Liberális Párt általában a konzervatív politikát támogatja, beleértve a gazdasági liberalizmust. Történelmileg a párt az elmúlt évtizedekhez képest magasabb fokú gazdasági protekcionizmust és gazdasági intervenciót szorgalmazott, megalakulása óta a liberálisok és a konzervatívok antiszocialista csoportosulásaként azonosította magát. A párt alapítója és leghosszabb ideig hivatalban lévő vezetője, Robert Menzies úgy képzelte, hogy Ausztrália középosztálya alkotja majd a fő választói bázisát a Liberális Pártnak.
Ahogy a „liberális” nevünk etimológiája is jelzi, a szabadság mellett álltunk… Azért vettük fel a „liberális” nevet, mert elhatároztuk, hogy haladó párt leszünk, kísérletekre készek, semmiképpen sem reakcionisták, hinni fogunk az indiviidumban. Felismertük, hogy a férfiak és a nők nem csupán rejtjelek egy számításban, hanem egyéni emberi lények, akiknek egyéni jóléte és fejlődése kell hogy legyen a kormányzat fő gondja... Megtanultuk, hogy a helyes válasz az egyén szabaddá tétele, célja az esélyegyenlőség, az egyén megvédése az elnyomás ellen, egy olyan társadalom létrehozása, amelyben az ember jogait és kötelességeit elismerik, és érvénybe léptetik.

– Robert Menzies
Nem sokkal a Howard-kormány megválasztása után az új miniszterelnök, John Howard, aki a második leghosszabb ideig hivatalban lévő liberális miniszterelnökké vált, a „liberális hagyomány” értelmezéséről beszélt egy 1996-os Robert Menzies-előadásban:
Menzies tudta, mennyire fontos, hogy az ausztrál liberalizmus a klasszikus liberális és a konzervatív politikai hagyományokra támaszkodjon. Hitt egy liberális politikai hagyományban, amely magában foglalta Edmund Burke-ot és John Stuart Millet is – ezt a hagyományt kortárs kifejezéssel az ausztrál liberalizmus széles egyházaként jellemeztem. – John Howard

Történetük során a Liberálisok ideológiai szempontból nagyrészt a középosztály pártja voltak (akit Menzies a párt megalakulásának korszakában „Az elfelejtett népnek” nevezett), bár az ilyen osztályalapú szavazási minták már nem olyan egyértelműek, mint egykor azok voltak. Az 1970-es években kialakult egy baloldali középosztály, amely már nem szavazott a Liberálisokra. Ennek egyik következménye volt egy szakadár párt, az Ausztrál Demokraták sikere, amelyet 1977-ben alapított Don Chipp volt liberális miniszter. Másrészt a liberálisok az utóbbi években egyre jobban szerepeltek a szociálkonzervatív munkásosztály szavazói körében. A Liberális Párt kulcsfontosságú támogatói bázisa azonban továbbra is a felső-középosztály marad – a 20 leggazdagabb szövetségi választókerület közül 16-ot a liberálisok birtokolnak.
Menzies lelkes alkotmányos monarchista volt, aki támogatta az ausztrál monarchiát és a Nemzetközösséghez fűződő kapcsolatokat. Ma a párt megosztott a republikanizmus kérdésében, egyesek (például Scott Morrison) monarchisták, míg mások (például elődje, Malcolm Turnbull) republikánusok. A Menzies-kormány 1951-ben formalizálta Ausztrália szövetségét az Egyesült Államokkal, és a párt továbbra is a kölcsönös védelmi szerződés erős támogatója maradt.
Belföldön Menzies egy meglehetősen szabályozott gazdaságot irányított, amelyben a közművek állami tulajdonban voltak, és a kereskedelmi tevékenység erősen szabályozott volt a központosított bérrögzítés és a magas tarifavédelem révén. A liberális vezetők Menziestől Malcolm Fraserig általában fenntartották Ausztrália magas vámszintjét. Abban az időben a Liberálisok koalíciós partnere, a koalícióban lévők közül az idősebbik Ország párt (ma „Nemzeti Párt”) jelentős befolyást gyakorolt a kormány gazdaságpolitikájára. Csak az 1970-es évek végén és az 1980-as években, amikor a szövetségi hatalomból kikerültek, a pártra az úgynevezett "új jobboldalnak" volt befolyása: egy konzervatív liberális csoport, amely a piac deregulációját, a közművek privatizációját szorgalmazta.
A párt szociális kérdésekben általában két részre oszlott, az egyikre amit „kis-l liberalizmusnak”, és a másikra amit szociálkonzervativizmusnak neveztek. Történelmileg a liberális kormányok voltak felelősek számos jelentős „szociálisan liberális” reform megvalósításáért, beleértve Ausztrália megnyitását a többnemzetiségű migránsok előtt Menzies és Harold Holt vezetésével.

Scott Morrison, Ausztrália miniszterelnöke 2019-es győzelmi beszédében a következőket mondta:
Ez a világ legjobb országa, ahol élni lehet. Azoknak az ausztráloknak dolgoztunk az elmúlt öt és fél évben, mióta kormányhoz kerültünk, Tony Abbott vezetése alatt 2013-ban. Azok az ausztrálok, akik minden nap keményen dolgoztak, megvannak az álmaik, megvannak a törekvéseik; munkát szerezni, szakmai gyakorlatot szerezni, vállalkozást indítani, találkozni valakivel, aki csondálatos számukra. Családot alapítani, lakást venni, keményen dolgozni, és a lehető legjobbat nyújtani gyermekeinek. Megtakarítani a nyugdíjas évekre, és biztosítani, hogy amikor nyugdíjas vagy, élvezhesd, mert keményen megdolgoztál érte. Ezek a csendes ausztrálok, akik nagyszerű győzelmet arattak ma este.
A Liberális Párt tagja a Nemzetközi Demokrata Uniónak és az Ázsia-csendes-óceáni Demokrata Uniónak.

## Helyi képviselete
| Tagozat | Tagozat                            | Vezető            | Utolsó választás | Utolsó választás | Utolsó választás | Government       |
| Tagozat | Tagozat                            | Vezető            | Év               | %                | Mandátumok       | Government       |
| ------- | ---------------------------------- | ----------------- | ---------------- | ---------------- | ---------------- | ---------------- |
|         | Új-Dél-walesi Liberális Párt       | Dominic Perrottet | 2019             | 31.9             | 35 / 93          | Koalíció (LP-NP) |
|         | Victoriai Liberális Párt           | Matthew Guy       | 2018             | 30.4             | 21 / 88          | Ellenzék         |
|         | Queenslandi Liberális Nemzeti Párt | David Crisafulli  | 2020             | 35.9             | 34 / 93          | Ellenzék         |
|         | Nyugat-ausztrál Liberális Párt     | David Honey       | 2021             | 21.8             | 2 / 59           | Ellenzék         |
|         | Dél-ausztrál Liberális Párt        | David Speirs      | 2022             | 35.7             | 16 / 47          | Ellenzék         |
|         | Tasmániai Liberális Párt           | Jeremy Rockliff   | 2021             | 50.3             | 13 / 25          | Kormánypárt      |
|         | Canberrai Liberális Párt           | Elizabeth Lee     | 2020             | 33.8             | 9 / 25           | Ellenzék         |
|         | "Country" Liberális Párt           | Lia Finocchiaro   | 2020             | 31.3             | 8 / 25           | Ellenzék         |

## Választási eredményei

### Képviselőház
| Év   | Mandátumok | ±  | Szavazatok | %     | Pozíció              | Pártvezető          |
| ---- | ---------- | -- | ---------- | ----- | -------------------- | ------------------- |
| 1946 | 15 / 75    | 15 | 1,241,650  | 28.58 | Ellenzék             | Robert Menzies      |
| 1949 | 55 / 121   | 40 | 1,813,794  | 39.39 | Koalíció (LP-CP)     | Robert Menzies      |
| 1951 | 52 / 121   | 3  | 1,854,799  | 40.62 | Koalíció (LP-CP)     | Robert Menzies      |
| 1954 | 47 / 121   | 5  | 1,745,808  | 38.31 | Koalíció (LP-CP)     | Robert Menzies      |
| 1955 | 57 / 122   | 10 | 1,746,485  | 39.73 | Koalíció (LP-CP)     | Robert Menzies      |
| 1958 | 58 / 122   | 1  | 1,859,180  | 37.23 | Koalíció (LP-CP)     | Robert Menzies      |
| 1961 | 45 / 122   | 13 | 1,761,738  | 33.58 | Koalíció (LP-CP)     | Robert Menzies      |
| 1963 | 52 / 122   | 7  | 2,030,823  | 37.09 | Koalíció (LP-CP)     | Robert Menzies      |
| 1966 | 61 / 124   | 9  | 2,291,964  | 40.14 | Koalíció (LP-CP)     | Harold Holt         |
| 1969 | 46 / 125   | 15 | 2,125,987  | 34.77 | Koalíció (LP-CP)     | John Gorton         |
| 1972 | 38 / 125   | 8  | 2,115,085  | 32.04 | Ellenzék             | William McMahon     |
| 1974 | 40 / 127   | 2  | 2,582,968  | 34.95 | Ellenzék             | Billy Snedden       |
| 1975 | 68 / 127   | 28 | 3,232,159  | 41.80 | Koalíció (LP-CP)     | Malcolm Fraser      |
| 1977 | 67 / 124   | 1  | 3,017,896  | 38.09 | Koalíció (LP-CP)     | Malcolm Fraser      |
| 1980 | 54 / 125   | 13 | 3,108,512  | 37.43 | Koalíció (LP-CP)     | Malcolm Fraser      |
| 1983 | 33 / 125   | 21 | 2,983,986  | 34.36 | Ellenzék             | Malcolm Fraser      |
| 1984 | 45 / 148   | 12 | 2,951,556  | 34.06 | Ellenzék             | Andrew Peacock      |
| 1987 | 43 / 148   | 2  | 3,175,262  | 34.41 | Ellenzék             | John Howard         |
| 1990 | 55 / 148   | 12 | 3,468,570  | 35.04 | Ellenzék             | Andrew Peacock      |
| 1993 | 49 / 147   | 6  | 3,923,786  | 37.10 | Ellenzék             | John Hewson         |
| 1996 | 75 / 148   | 26 | 4,210,689  | 38.69 | Koalíció (LP-NP)     | John Howard         |
| 1998 | 64 / 148   | 11 | 3,764,707  | 33.89 | Koalíció (LP-NP)     | John Howard         |
| 2001 | 68 / 150   | 4  | 4,244,072  | 37.40 | Koalíció (LP-NP)     | John Howard         |
| 2004 | 74 / 150   | 5  | 4,741,458  | 40.47 | Koalíció (LP-NP-CLP) | John Howard         |
| 2007 | 55 / 150   | 20 | 4,546,600  | 36.60 | Ellenzék             | John Howard         |
| 2010 | 60 / 150   | 5  | 3,777,383  | 30.46 | Ellenzék             | Tony Abbott         |
| 2013 | 74 / 150   | 14 | 4,134,865  | 32.02 | Koalíció (LP-NP)     | Tony Abbott         |
| 2016 | 60 / 150   | 14 | 3,882,905  | 28.67 | Koalíció (LP-NP)     | Malcolm Turnbull    |
| 2019 | 61 / 151   | 1  | 3,989,435  | 27.97 | Koalíció (LP-NP)     | Scott John Morrison |
| 2022 | 42 / 151   | 19 | 3,502,713  | 23.82 | Ellenzék             | Scott John Morrison |

## Fordítás
Ez a szócikk részben vagy egészben  a   Liberal Party (Australia) című angol Wikipédia-szócikk ezen változatának fordításán alapul.  Az eredeti cikk szerkesztőit annak laptörténete sorolja fel. Ez a jelzés csupán a megfogalmazás eredetét és a szerzői jogokat jelzi, nem szolgál a cikkben szereplő információk forrásmegjelöléseként.